# Azanialobus lawrencei
Azanialobus lawrencei är en spindelart som beskrevs av Griswold och Norman I. Platnick 1987. Azanialobus lawrencei ingår i släktet Azanialobus och familjen Orsolobidae. Inga underarter finns listade.